# 키수차강
키수차강(슬로바키아어: Kysuca, 헝가리어: Kiszuca, 독일어: Kischütz)은 슬로바키아 서부를 흐르는 강으로 길이는 65.6 km, 유역 면적은 1,038 km2이다. 키수차강과 접한 주요 도시로는 질리나, 키수츠케 노베 메스토, 크라스노 나트 키수초우, 차트차 등이 있다.